# Pleno do tribunal
Pleno do tribunal, ou tribunal pleno são expressões empregadas, no Brasil, para referir-se ao órgão deliberativo de um tribunal composto por seus membros (ministros dos tribunais superiores, desembargadores dos tribunais de justiça, ou conselheiros dos tribunais de contas). As decisões tomadas no pleno são consideradas decisões de todo o tribunal, e não apenas parte dele.
Essa forma de julgamento é adotada nos casos em que a lei assim a requer ou quando o regimento interno do tribunal em questão assim a determinar.